# Szántai László (politikus)
Nem összetévesztendő Szántai László (1943–2018) labdarúgóval.
Szántai László (Berettyóújfalu, 1966. augusztus 28.–) magyar politikus, független önkormányzati képviselő Berettyóújfaluban.

## Családja
Születése óta a város lakója. Fia, Zsombor egyetemista.

## Tanulmányai és munkahelyei
A Szarvasi Főiskolán végzett meliorációs üzemmérnökként. Sorkatonai szolgálata után a Meliorációs Főmérnökséghez került munkavezetőként. Ezután Berettyóújfaluban, az önkormányzatban lett műszaki ügyintéző, majd vezető főtanácsos. Azóta a Szántai Mérnöki Szolgáltató Kft.-ben dolgozik műszaki ellenőrként. A vállalkozói szaküzemgazdászi képzést is elvégezte a Kereskedelmi és Vendéglátóipari Főiskolán.

## A politikában
2014 óta független önkormányzati képviselő Berettyóújfaluban. 2019-ben a Mindenki Magyarországa Mozgalom jelöltjeként került be a testületbe.
A 2021-es ellenzéki előválasztáson Hajdú-Bihar megye 4. sz. országgyűlési egyéni választókerületében indult, amit a szavazatok 44,65%-val nyert meg, így lett az Egységben Magyarországért jelöltje a 2022-es országgyűlési választáson Hajdú-Bihar megye 4. sz. országgyűlési egyéni választókerületében. Győzelme esetén a Momentum Mozgalom frakciójába ült volna be, de kikapott fideszes ellenfelétől, dr. Vitányi Istvántól.
A 2022-es kampány során a berettyóújfalui Fidesz-képviselők bocsánatkérésre szólították fel, miután egy Hadházy Ákossal közösen megtartott fórumon Szántai arról beszélt, hogy önkormányzati munkája során is találkozik korrupcióval a Fidesz vezette városban.